# François-Joseph Wachsmuth
Pour les articles homonymes, voir Wachsmuth.
François-Joseph Wachsmuth né le 10 décembre 1772 à Strasbourg (Bas-Rhin, France) et mort le 10 août 1833 à Mulhouse (Haut-Rhin) est un peintre et dessinateur français.

## Biographie
François-Joseph Wachsmuth est né à Strasbourg en 1772, de l'union de Marie-Anne Relin et de Martin Wachsmuth. Il s'établit à Mulhouse où il épouse le 22 septembre 1801 Marie Anne Thierry. Trois de ses fils sont également artistes : Ferdinand (1802-1869), peintre établi à Paris, Jean-Frédéric-Albert (1808-1853), dessinateur à Mulhouse et Jean-Pierre (né en 1812), peintre établi aux États-Unis.
En 1815, François-Joseph Wachsmuth, professeur de dessin et de peinture à Mulhouse est chargé par les autorités de la ville de restaurer la grande peinture murale de la salle du conseil de l'hôtel de ville. Cette fresque représentant les armoiries des treize et des villes alliées, datant de 1682 est due au pinceau de Daniel Hofer. François-Joseph Wachsmuth laisse également un certain nombre d'œuvres de mérite.
Il meurt à son domicile, 71, rue des Brasseurs à Mulhouse le 10 août 1833,.

## Œuvres
- Mulhouse,  musée historique[1] :
  - Miliciens mulhousiens de la Freicompagnie, panneau en bois ;
  - Étude d'une tête de jeune femme, d'après Jean-Gaspard Heilmann ;
  - Portrait de Jean Brang, maître maçon, attribution, huile sur toile.

Dans ses portraits mulhousiens, Camille Gabriel Schlumberger reproduit trois toiles de François-Joseph Wachsmuth, datées de 1803 et 1804, représentant des groupes de personnages appartenant aux  familles Koechlin, Reber et Schlumberger.